# Lopaskîne, Sloveanoserbsk
Lopaskîne (în ucraineană Лопаскине) este un sat în așezarea urbană Sloveanoserbsk din regiunea Luhansk, Ucraina.

## Demografie
Componența lingvistică a localității Lopaskîne
     Rusă (90,58%)
     Ucraineană (9,42%)
Conform recensământului din 2001, majoritatea populației localității Lopaskîne era vorbitoare de rusă (90,58%), existând în minoritate și vorbitori de ucraineană (9,42%).